# Jan Jelínek (florbalista)
Jan Jelínek (* 29. července 1989, Ostrava) je bývalý český florbalový obránce a kapitán reprezentace a trojnásobný mistr Česka. V české a finské nejvyšší soutěži hrál v letech 2005 až 2019.

## Klubová kariéra
Jelínek s florbalem začínal v roce 1997 v FBC Mustang. Klub se později spojil s 1. SC Vítkovice.
Za Vítkovice hrál od roku 2003 juniorskou ligu, v Extralize nastoupil poprvé v sezóně 2005/2006. V sezóně 2007/2008 získal s klubem svoji první medaili, vicemistrovský titul. Již v dalším ročníku po osmi letech vystřídali Tatran Střešovice na pozici ligového mistra. V roce 2010 hrál s týmem Pohár mistrů, protože český mistr Tatran Střešovice účast odřekl. Tam jako první český klub získali stříbrnou medaili a Jelínek byl zařazen do All Star týmu turnaje. Jelínek za Vítkovice hrál až do sezóny 2011/2012, ve které již jako kapitán dovedl tým k prvnímu vítězství v českém Poháru a ke svému třetímu ligovému vicemistrovskému titulu.
V roce 2012 na rok odešel hrát do Finské nejvyšší soutěže za klub Nokian KrP.
Po skončení finského angažmá se vrátil do Vítkovic, znovu v roli kapitána. Vítkovice v sezóně 2013/2014 obhájili titul, ale Jelínek pro zranění play-off nedohrál.
Po sezóně přestoupil do klubu Florbal MB. Jako za volného hráče Boleslav za přestup Vítkovicím vyplatila v té době rekordních 175 tisíc korun. Hned v jeho první sezóně v klubu se Boleslav poprvé v historii probojovala do finále a Jelínek byl nejproduktivnějším hráčem zápasu. Další stříbro získali o dva roky později v sezóně 2016/2017. V roce 2018 proti Vítkovicím vybojovali první mistrovský titul. Jelínek v superfinále vstřelil jeden gól. Za Boleslav nastoupil ještě do další sezóny, kterou ale pro zranění nedohrál, a v roce 2019 ukončil kariéru.

## Reprezentační kariéra
Jelínek reprezentoval Česko na Mistrovství světa juniorů v roce 2007, kde Česko poprvé postoupilo do finále a získalo stříbrnou medaili. Jelínek ve vítězném semifinálovém zápase proti Finsku vstřelil dva góly a skóroval i ve finále.
Na Akademickém mistrovství světa v roce 2012 vstřelil rozhodující gól ve vítězném finálovém zápase.
V mužské florbalové reprezentaci hrál na čtyřech mistrovstvích světa v letech 2010 až 2016, z toho na posledních dvou jako kapitán. Z mistrovství z let 2010 a 2014 má dvě bronzové medaile. Naopak z mistrovství v roce 2012 si odvezl nejhorší umístění Česka v historii.
| Umístění | Soutěž                                       |
| -------- | -------------------------------------------- |
|          | Mistrovství světa ve florbale do 19 let 2007 |
|          | Mistrovství světa ve florbale 2010           |
| 7.       | Mistrovství světa ve florbale 2012           |
|          | Mistrovství světa ve florbale 2014 (kapitán) |
| 4.       | Mistrovství světa ve florbale 2016 (kapitán) |